# 置文
置文（おきぶみ）とは、一族や子孫に対して、現在および将来にわたって遵守すべきことを書き記した中世日本の文書。近世以後の遺言の原型とされる。

## 概要
書出や書止に「置文」と書かれている場合が多いが、その文言を欠く文書も少なくは無い。平安時代に寺院で行われていた起請や、公家や武家の処分目録の末尾に付記された子弟への遺訓・遺命的な文章が独立した文書化されたものと言われている。書き手や時代によっても異なるが、僧侶であれば寺院の継承、武家であれば所領の相続の範囲や順位などを記したり、一族結合や祖先祭祀の重要性など道徳的な面を説いたものが多い。ただし、置文の相手先は関係者一同及び後世の子孫・門人向けのものであって、仮に将来の所有を約束した文言（領知文言）があったとしても、特定の個人に対して具体的な内容や譲与文言を示した処分状や譲状と比較すると法的効力は乏しく、特定の個人に特定の相続・継承をさせる場合には別途、処分状や譲状を作成する必要があった（鎌倉時代の裁判では、置文を証拠とした相続の主張を故人の正式な遺志と認めずに退けた判例がある）。むしろ、永続性・普遍性を持った家訓・家法的な意味合いが大きかった。